# 206e division côtière
Pour les articles homonymes, voir 206e division.

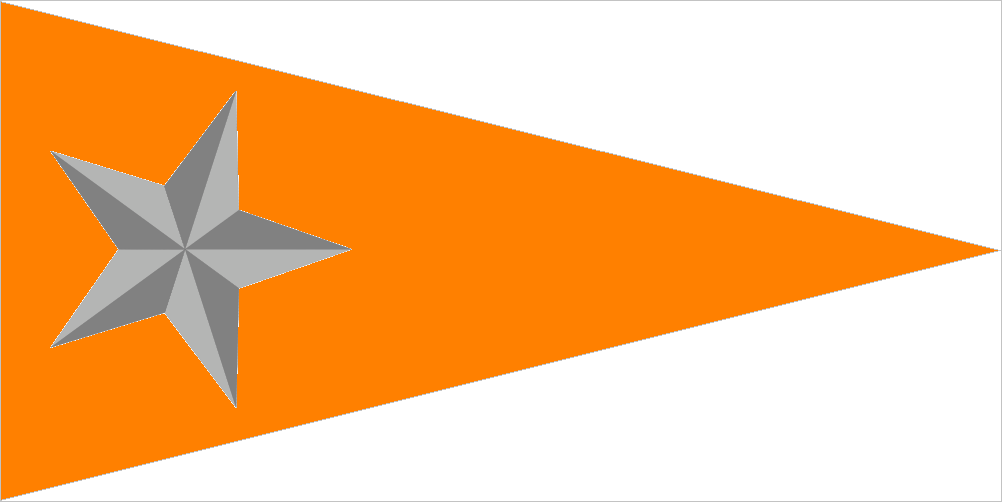
Drapeau de la 206e division côtière d'Italie

La 206e division côtière (206ª Divisione Costiera) était une division d'infanterie de l'armée italienne pendant la Seconde Guerre mondiale. La division était basée en Sicile où elle a participé à l'opération Husky et à l'opération Ladbroke.

## Ordre de bataille
- 122e régiment d'infanterie côtier
- 123e régiment d'infanterie côtier
- 146e régiment d'infanterie côtier
- 44e groupe d'artillerie